# Vital de Saint-Viaud
Pour les articles homonymes, voir saint Vital.
Vital de saint-Viaud est un ermite et un saint de la chrétienté.

## Présentation
Saint Vital (Sanctus Vitalus en latin) également appelé Vial, Viau ou Viaud  naît en Irlande ou en Angleterre dans la deuxième moitié du VIIe siècle. Au VIIIe siècle, il se retire sur le mont Scobrit (également orthographié Scobrith), sur lequel il établit un ermitage à partir duquel se développe le bourg de l'actuelle commune de Saint-Viaud, dans le département français de la Loire-Atlantique. Il est fêté le 16 octobre et l'église Saint-Vital de Saint-Viaud lui est consacrée.

### Biographie
Issu d'une noble et pieuse famille, Vital reçoit de ses parents une éducation soignée le destinant aux plus hautes fonctions. Mais se sentant pénétré par l'esprit de Dieu et par désir de mener une vie d'ascèse et de piété, il renonce dès son plus jeune âge aux avantages que lui procurent sa haute naissance et sa fortune pour rejoindre vers 660, l'abbaye Saint-Philibert de Noirmoutier. D'après les Annales de Bretagne, son départ serait consécutif à une persécution qui s'abat alors sur les îles britanniques et serait motivé par un désir ardent d'accomplir sa vocation. Il s'enfuit secrètement de la maison paternelle et s'embarque avec d'autres habitants du pays à bord d'un navire qui le mène sur l'île de Noirmoutier où il demande asile. Il est ainsi recueilli par les moines de l'abbaye, où il prend l'habit religieux quelques années plus tard,.
Le temps passant, il exprime auprès de ses supérieurs le souhait de mener une existence de retraite absolue et, contrairement aux usages monastiques, obtient leur autorisation de se retirer en un lieu désert afin de se livrer à la contemplation et vivre en anachorète, selon l'exemple donné par le prophète Élie, Saint-Jean-Baptiste et Jésus-Christ lui-même, lorsqu'il se retire pendant quarante jours dans le désert, . Il s'établit ainsi au mont Scobrith, coteau rocheux isolé du pays de Retz, dépendant alors de du diocèse de Poitiers, .
Sa vie en pays de Retz, qui reste fort peu connue, est entièrement consacrée  aux bonnes œuvres et à la piété. Selon la légende, Vital installe sa cellule et un oratoire dans une grotte naturelle, toujours visible de nos jours sur le mont Scobrith, sous l'actuelle église de Saint-Viaud. Il y prie, fait abstinence suivant ses vœux, dans la solitude la plus complète. Il se rend parfois sur le site de la Pierre de Cantin pour méditer. Sa sainteté finit par attirer l'attention des gens vivant dans les parages et certains veulent s'établir près de lui pour suivre son exemple et partager sa vie. Soit sur initiative personnelle, soit sur commandement d'un abbé (peut-être celui de Noirmoutier), il bâtit une chapelle autour de son oratoire et des logements pour ceux qui voudraient venir habiter près de lui. Ces premières maisons préfigurent le bourg du futur village de Saint-Viaud. Ce projet reçoit un accueil très favorable et rencontre le succès. Pour se procurer le bois d'œuvre nécessaire aux constructions, Vital demande au seigneur de Princé, qui la lui accorde, l'autorisation de prélever des arbres dans sa forêt de Chéméré. Le convoi, parti un jour de forte chaleur, a si soif qu'en arrivant au village de Saint-Jules à la Sicaudais, Vital prie et plante son bâton dans le sol, duquel jaillit de l'eau, permettant aux hommes et aux bêtes qui l'accompagnent de s'abreuver. A cet endroit existe toujours une fontaine maçonnée placée sous la protection du saint et une croix de chemin, près desquelles la chapelle Saint-Vital de Chaumes-en-Retz est construite en 1923.
D'après Dom Lobineau, dans La vie des Saints de Bretagne, Vital meurt le 16 octobre 740 à un âge avancé et son corps est mis dans un tombeau de pierre près de la grotte où il a vécu.

### Postérité
La postérité de Vital est mieux documentée que son existence. Ses reliques ont notamment fait l'objet de plusieurs déplacements. En 836, des moines de l'abbaye de Noirmoutier viennent chercher son corps au mont Scobrith pour le transporter dans abbaye de Saint-Philbert de Déas, à côté de celui de Philibert de Jumièges. 
Au temps du règne de Pépin Ier d'Aquitaine, de multiples raids vikings menacent la sécurité des biens et des personnes habitant près des côtes et des fleuves. Conscients du risque, les révérents pères de l'abbaye de Déas demandent conseil au souverain pour se mettre à l'abri. Et c'est ainsi qu'après un long périple marqué par un détour à Cunault et Messay, ils gagnent l'abbaye Saint-Philibert de Tournus et y déposent les reliques de saint Vital le 14 mai 875 à côté de celles de Martin de Vertou. Elles y sont enchâssées dans un reliquaire d'or orné de pierres précieuses et y restent jusqu'en 1562, année du sac de cette abbaye pendant les guerres de Religion, puis on perd leur trace. A Saint-Viaud, un reliquaire d'argent contenant un bras de saint Vital est conservé avant de disparaître en 1793, emporté par la tourmente des guerres de Vendée.

### Culte
Plusieurs « miracles » son attribués à l'intercession de Vital, dont huit dans le pays de Retz. Il est notamment invoqué pour les problèmes d'eau, en référence à la légende selon laquelle il aurait prié et enfoncé un bâton en terre d'où jaillit de l'eau qui permit de désaltérer hommes et bêtes assoiffés un jour de forte chaleur alors qu'il revenait de la forêt de Princé chercher du bois. A cet endroit existe toujours un trou empli d'eau en permanence, près duquel la chapelle Saint-Vital de Chaumes-en-Retz est construite en 1923. Plusieurs guérisons sont attribuées au saint, de son vivant ou après sa mort, comme l'attestent des ex-votos dans la chapelle de Chaumes-en-Retz ou dans la grotte de Saint-Viaud. Il est réputé notamment avoir permis que cesse une épidémie de peste ravageant la Bourgogne.
Plusieurs lieux sont associés au culte de Vital :
Saint-Viaud
- « Pierre Cantin » ou « Rocher de Saint Vital » : près du bourg, dans le vallon de Cantin, au bord d'un ruisseau, se dresse une croix en granit élevée en 1845 sur un socle en forme de V, avec une niche contenant une statue de Saint Vital, reposant sur un rocher. Les gens du pays voyaient jadis sur la pierre les empreintes des pieds du saint, de son bâton, de son bonnet et de son bréviaire. S'étendre sur cette pierre permettait selon les croyances de guérir des maux de reins[2]. Selon la légende, Vital venait souvent en cet endroit pour prier et méditer et il est dit que les marques creusées dans ce rocher seraient celles de son bâton, de son bréviaire, de son pas et des sabots de son âne. Ce rocher contient trente-sept cupules, certaines apparues naturellement par le phénomène d'érosion sur un endroit plus tendre de la roche, d'autres sculptées de la main de l'Homme. Cette croix est ancienne, puisqu'elle apparaît sur le cadastre napoléonien. Dans le livre de paroisse écrit par Auguste Joseph Lechat, curé de la paroisse de Saint-Viaud de 1843 à 1887, il est fait état de l'achat d'une croix neuve au rocher de Saint Vital en 1820 puis en 1845. Toujours dans le livre de paroisse, on peut lire : « cette année 1845, a été réédifiée la croix du Rocher de Saint Vital, la bénédiction a été faite par Monsieur le curé de Paimbœuf le jour de la fête de Saint Vital »[6].

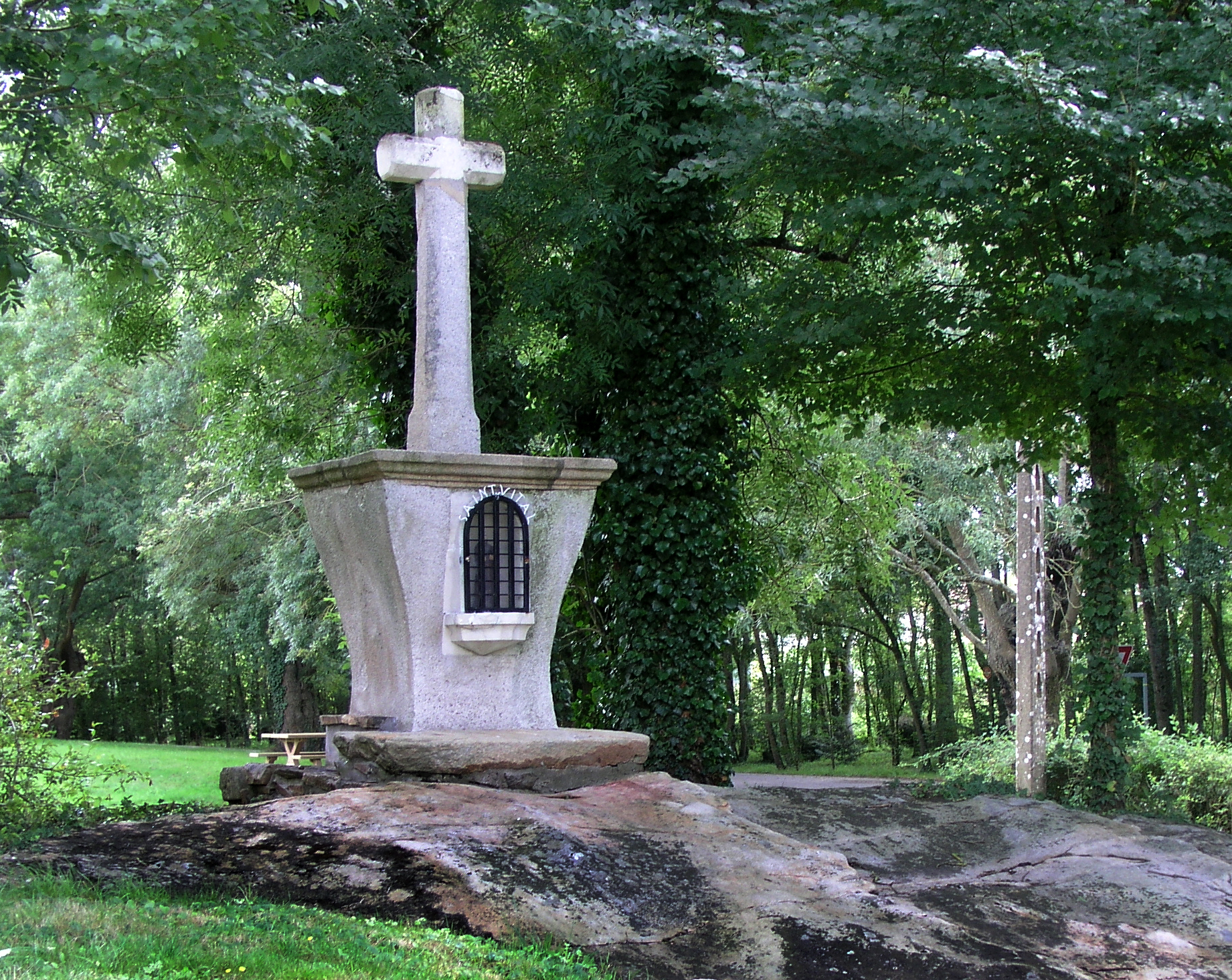
Pierre Cantin surmontée d'une croix en pierre (1845) dédiée à saint Vital

- la « Croix Percée » : située dans la rue du Coteau, elle date d'avant 1725 et son piédestal est percé d'une arche. Longtemps après la mort du saint, des malades atteints de la lèpre passaient sous l'arche en portant ses reliques dans l'espoir d'obtenir une guérison miraculeuse[1]. Ce rituel était déjà pratiqué en Bourgogne lorsque les restes du saint s'y trouvaient : animés par une grande confiance en son intercession, les croyants s'adressèrent à lui lors d'une épidémie très pernicieuse. Ses reliques furent alors misent sur un brancard élevé et la population passait par-dessous, se croyant désormais à l'abri de la contagion. A Saint-Viaud, la légende raconte également qu'un enfant ne pouvant marcher pouvait guérir en passant sous la croix[4] ;

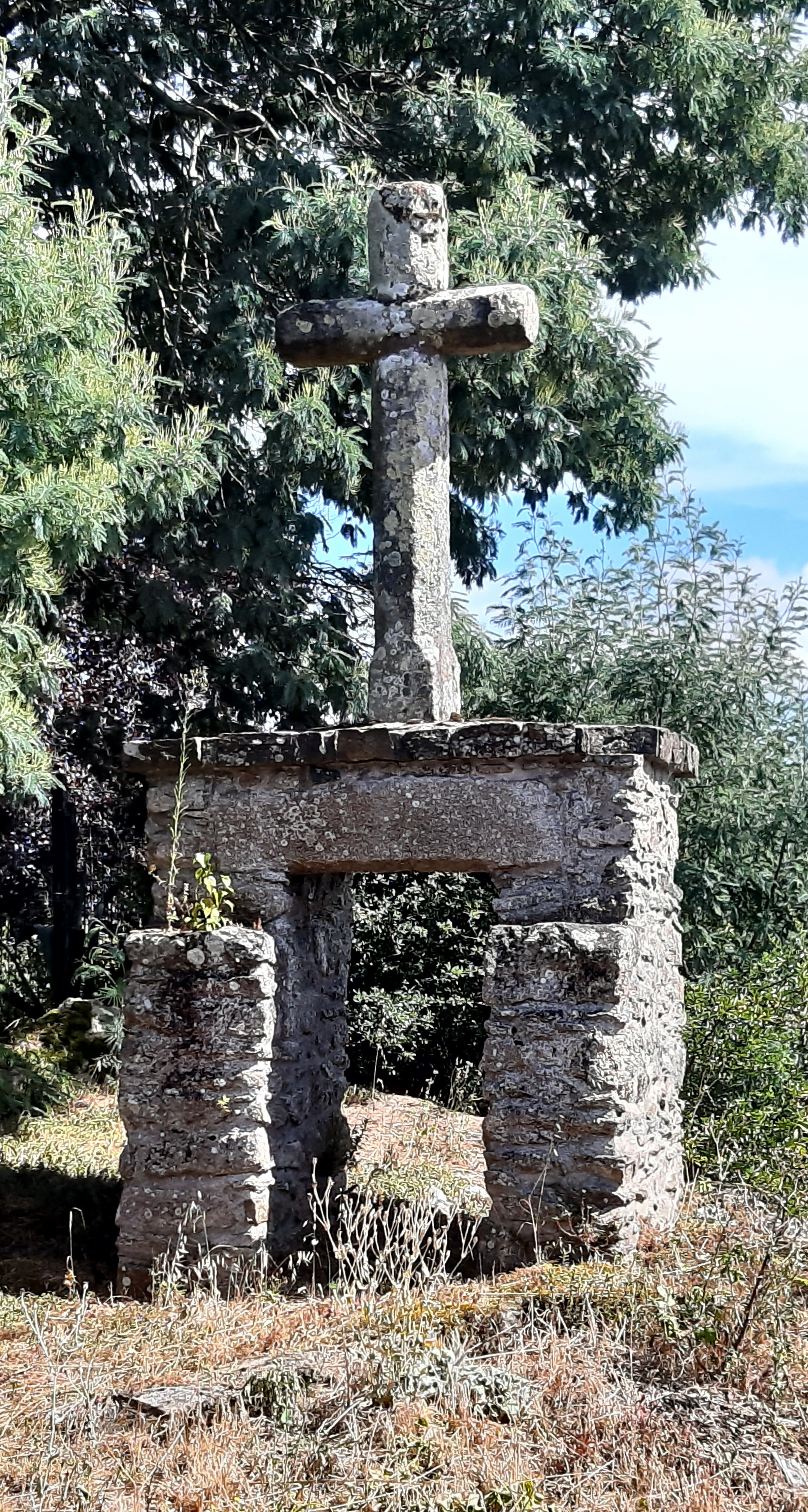
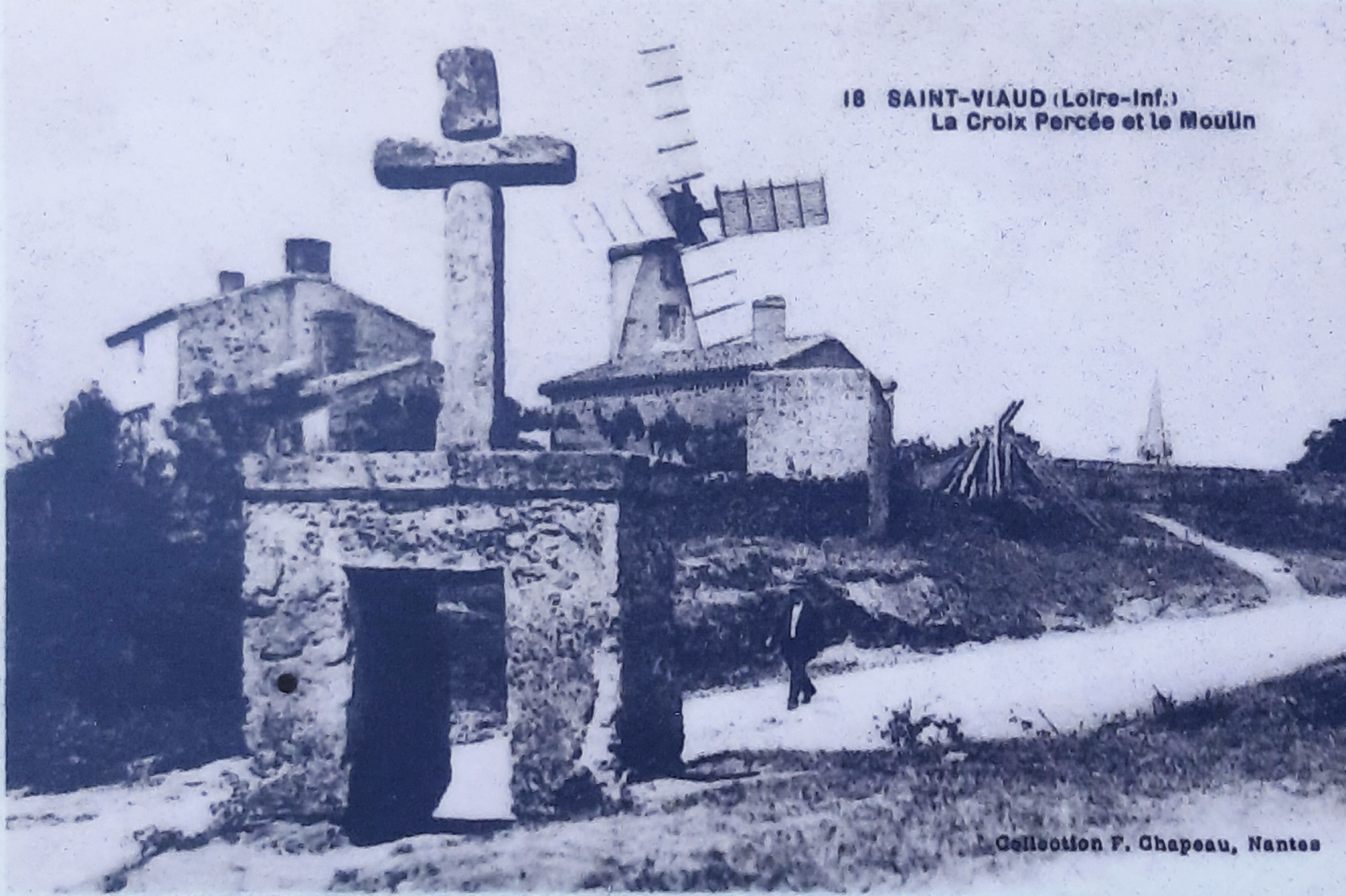
La croix percée et le moulin à vent de Saint-Viaud vers le début du XXe siècle.
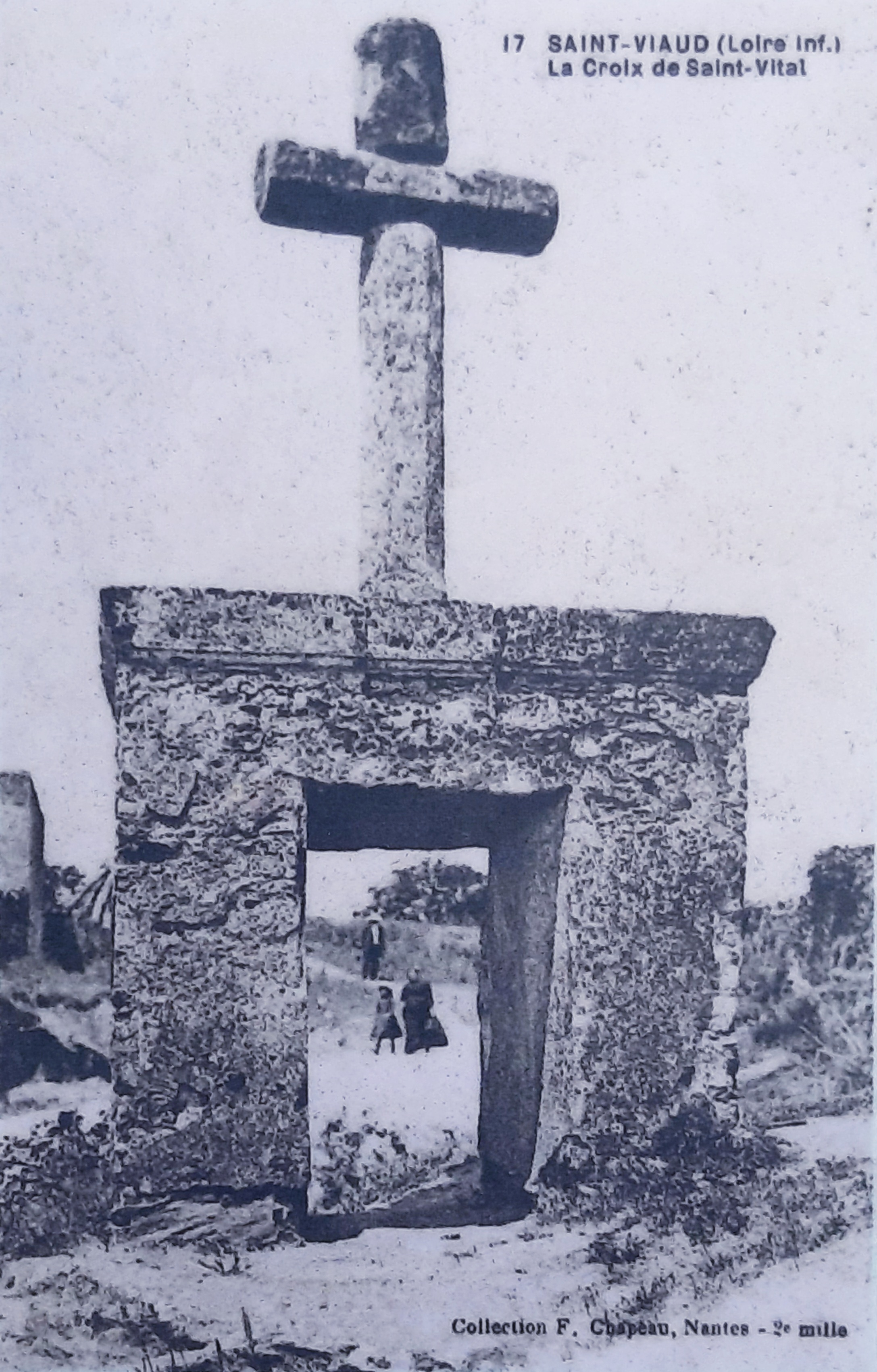

- grotte  où vivait le saint : elle est devenue un lieu de pèlerinage. Située sous l'église, elle est comblée en 1792 ou 1793 lors de la Révolution française, avant de tomber dans l'oubli. Elle est redécouverte en 1853 lors du creusement des fondations de l'église actuelle. Le curé Auguste Joseph Lechat témoigne dans une lettre datée de 1878 que « cette grotte un temps oubliée a toujours porté le nom de grotte de Saint Vital ». Elle fait alors 7 m de long sur 2 m de largeur. Jadis, son ouverture se trouvait dans le jardin du prieuré. On y descendait par un escalier en pierre, puis, l'entrée extérieure de la grotte fut placée dans la chapelle nord de l'église. On y descendait par un escalier de 28 marches, qui existe toujours mais qui est condamné. C'est le 4 avril 1910 que l'abbé Sort, curé de Saint-Viaud de 1909 à 1915, ouvre l'entrée extérieure actuelle[7].

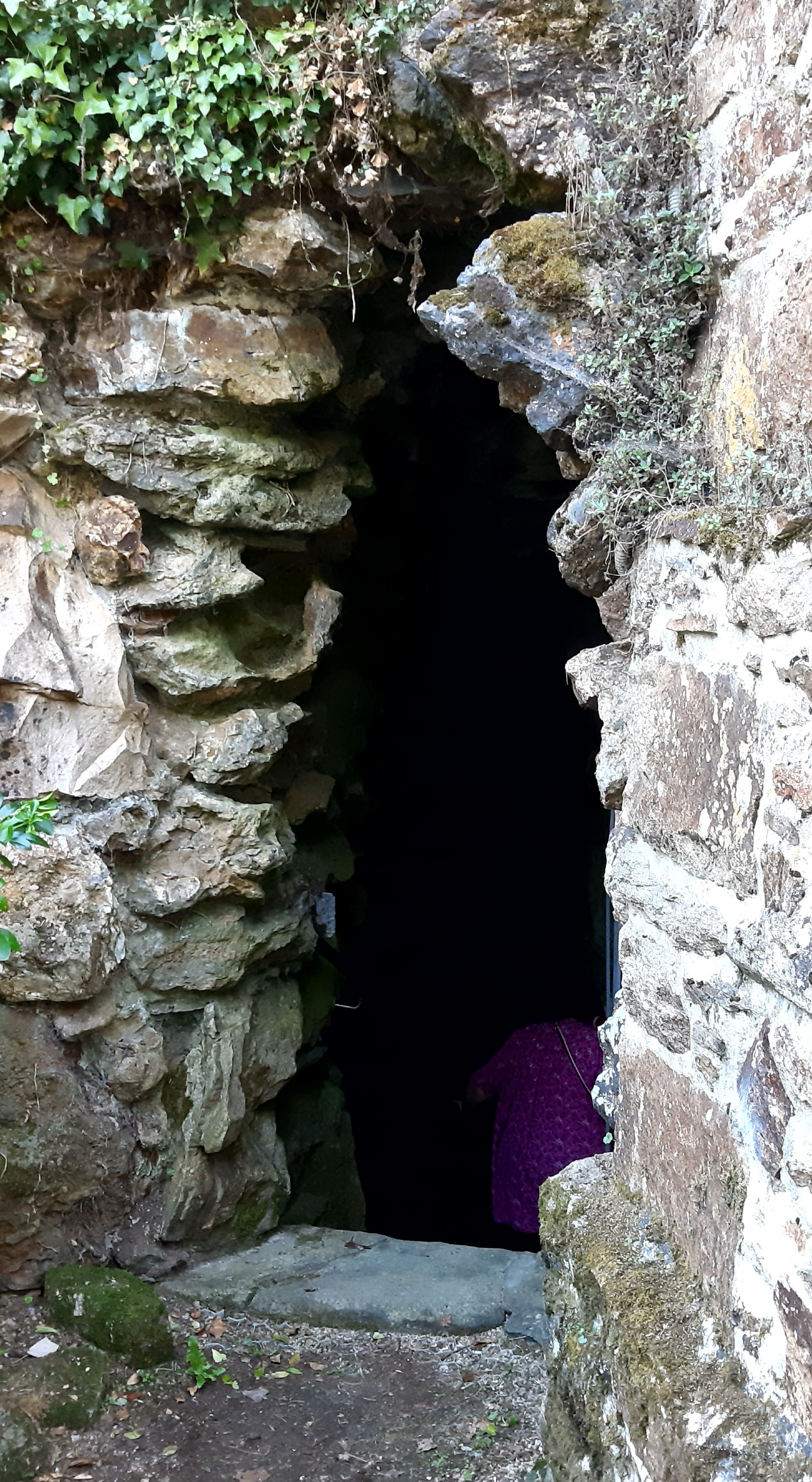
Entrée de la grotte sous l'église de Saint-Viaud.
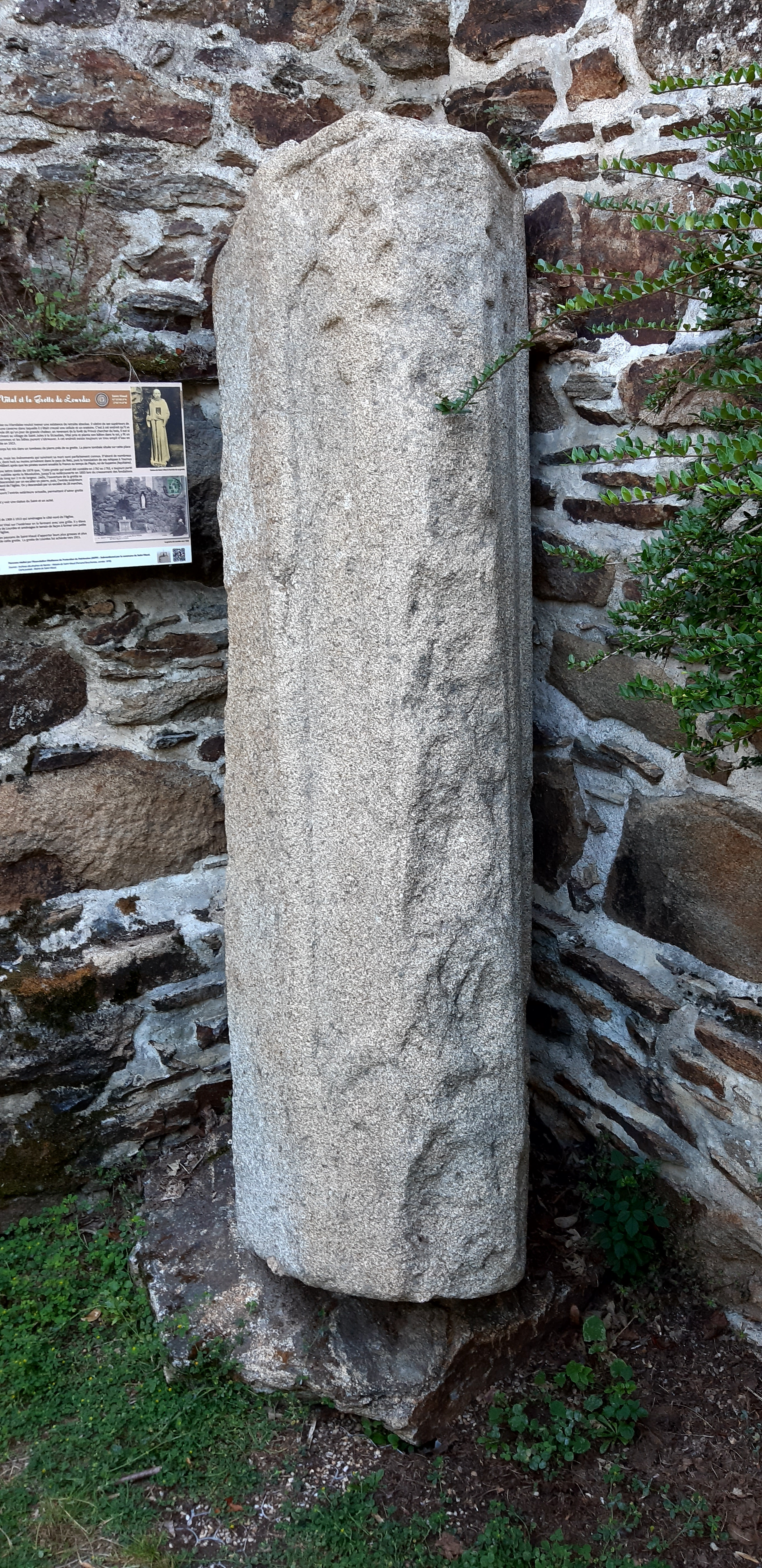
Pierre tombale supposée de saint Vital à l'entrée de la grotte.
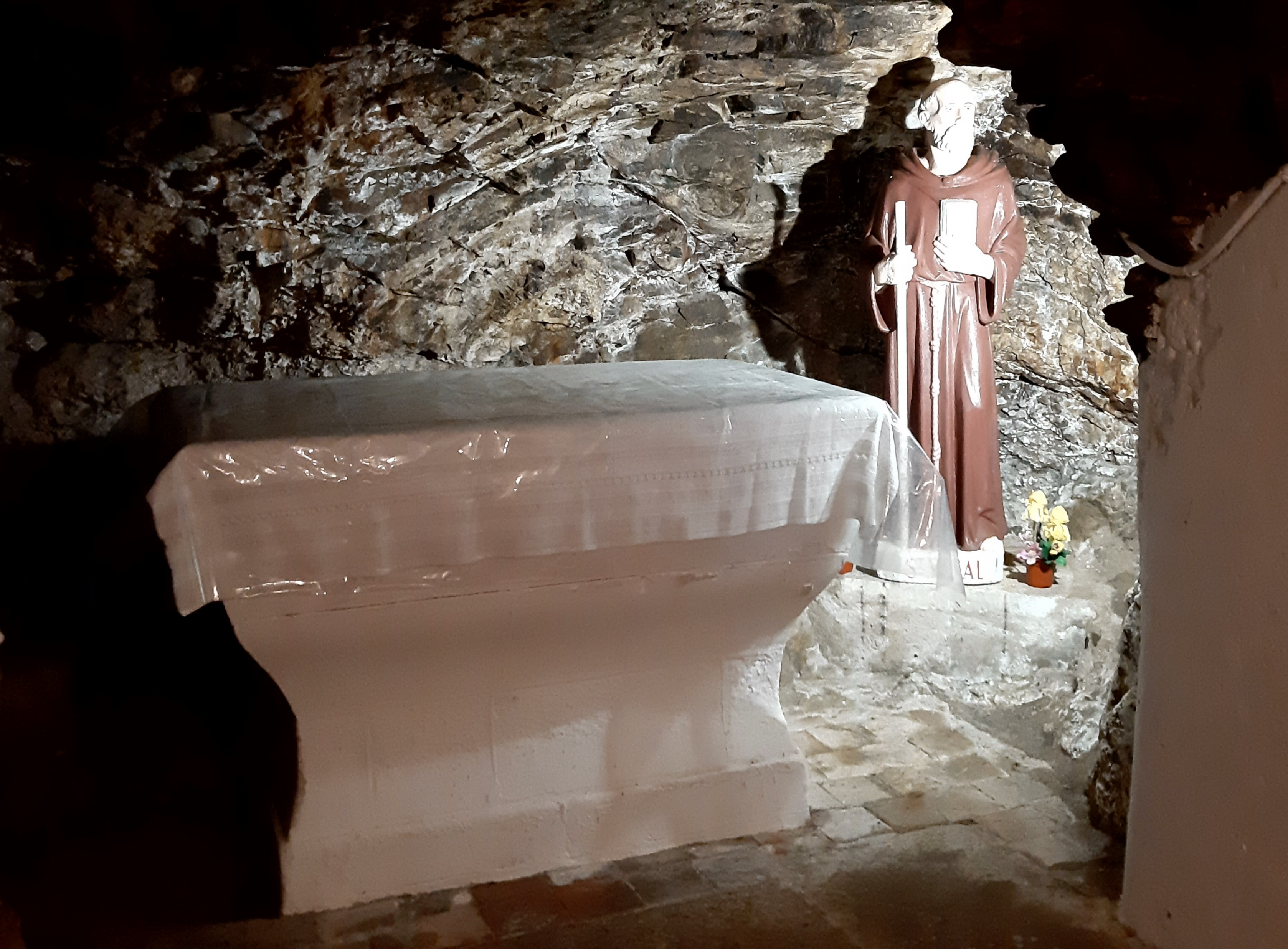
Autel et statue dans la grotte ou l'ermite a vécu.
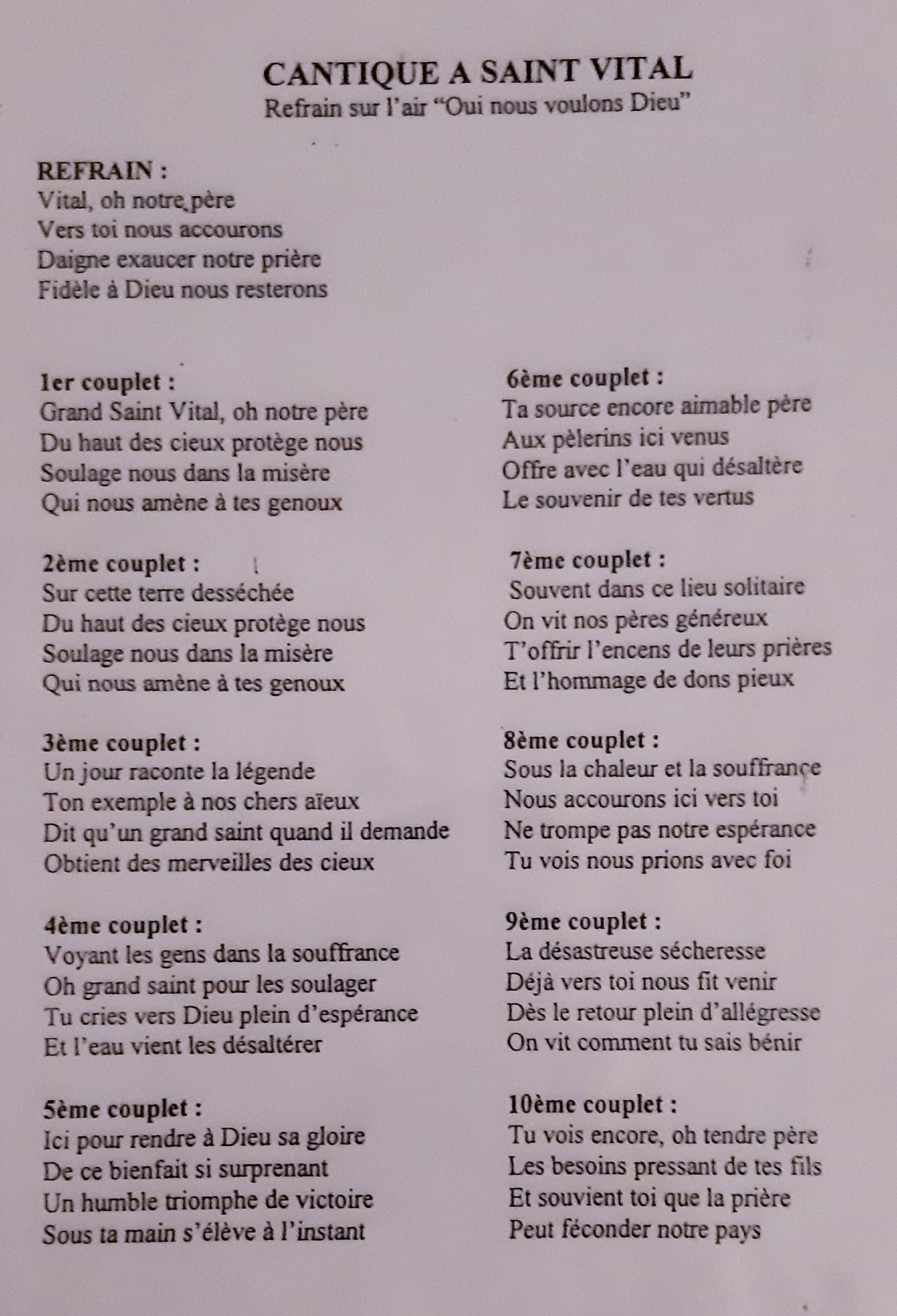
Cantique à saint Vital.

Chaumes-en-Retz
- chapelle Saint-Vital : au quartier Saint-Jules, un oratoire est édifié par Jean-Marie Filodeau et béni solennellement le 23 septembre 1923 près du célèbre trou de la Fontaine avec sa croix de chemin. On venait en pèlerinage des quatre paroisses voisines (Chauvé, Saint-Père-en-Retz, Saint-Viaud, La Sicaudais), y invoquer le saint par temps de grande sécheresse. Les processions partaient de chaque église paroissiale, derrière la croix et les bannières[2].

La chapelle

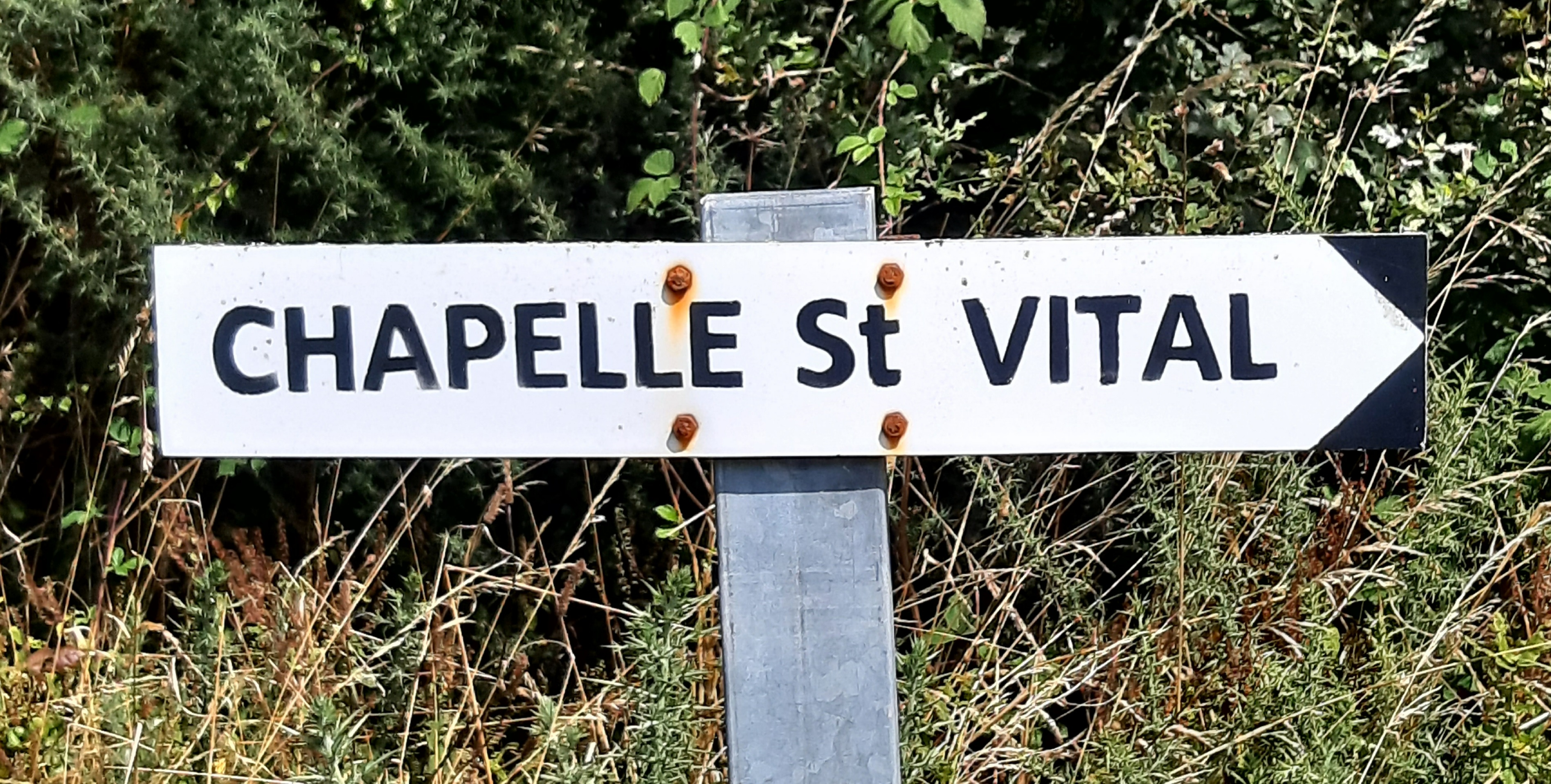
Panneau routier.
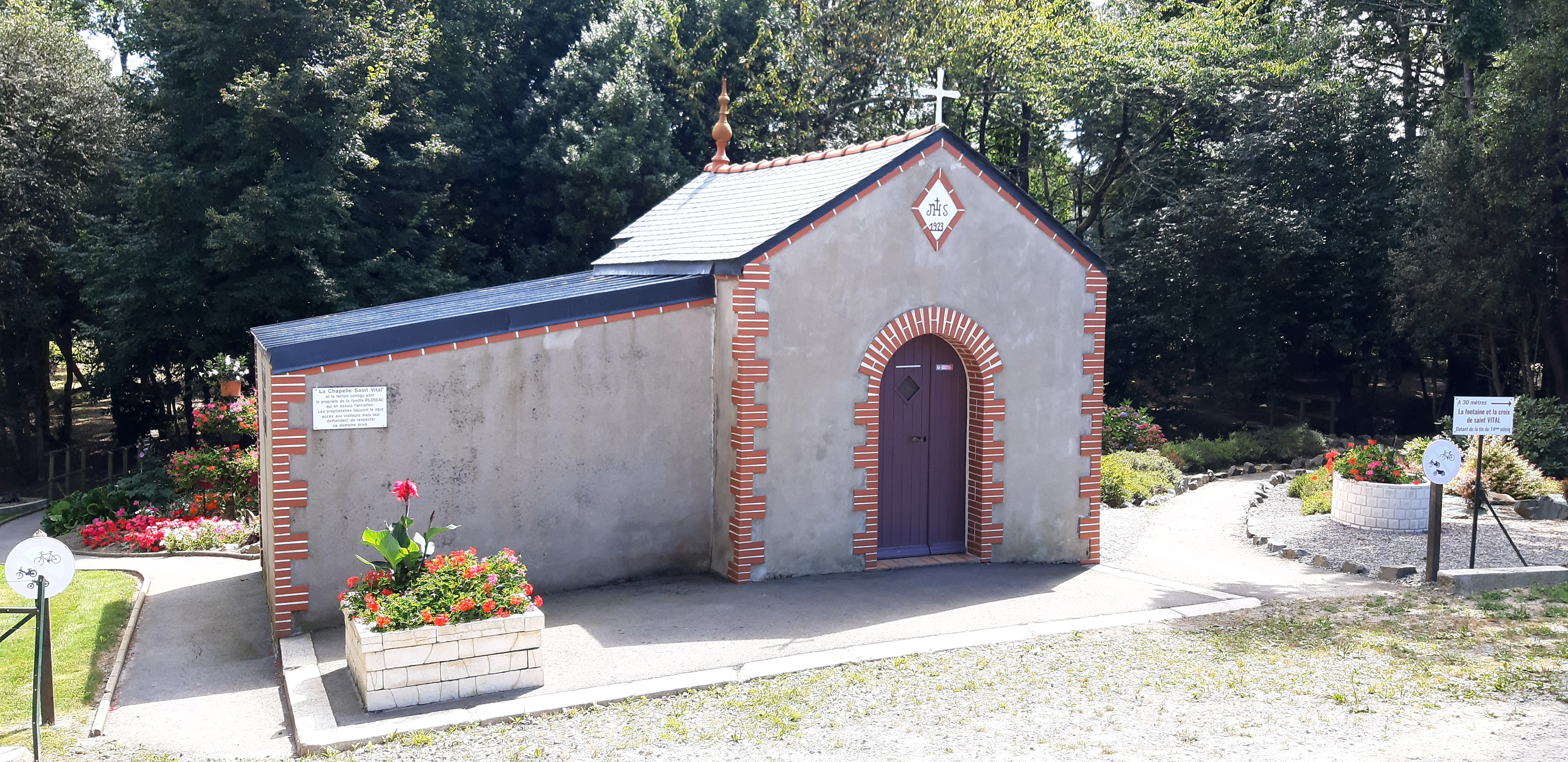
Chapelle Saint Vital à Chaumes-en-Retz.
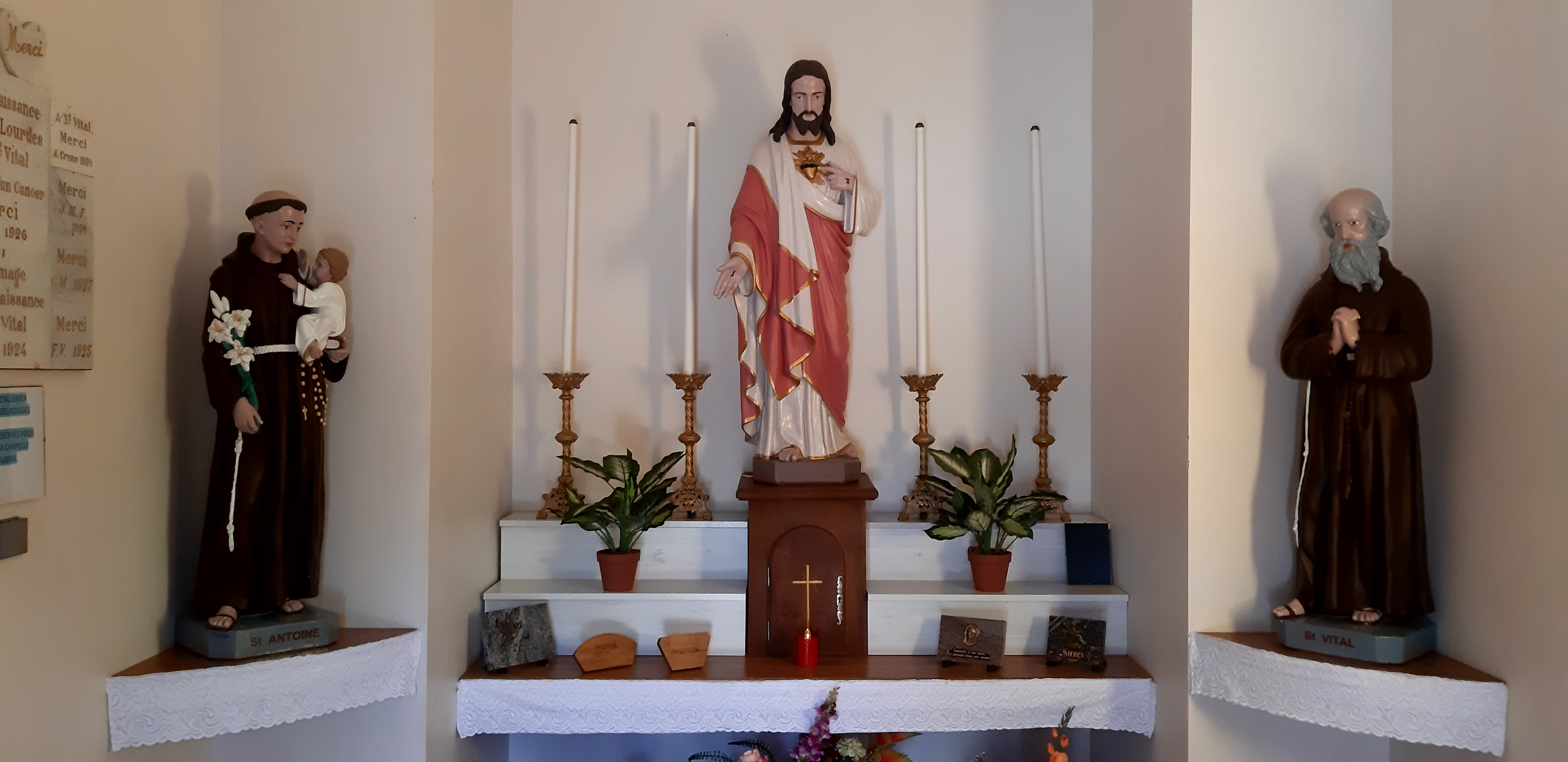
Intérieur de la chapelle, la statue de saint Vital est à droite.
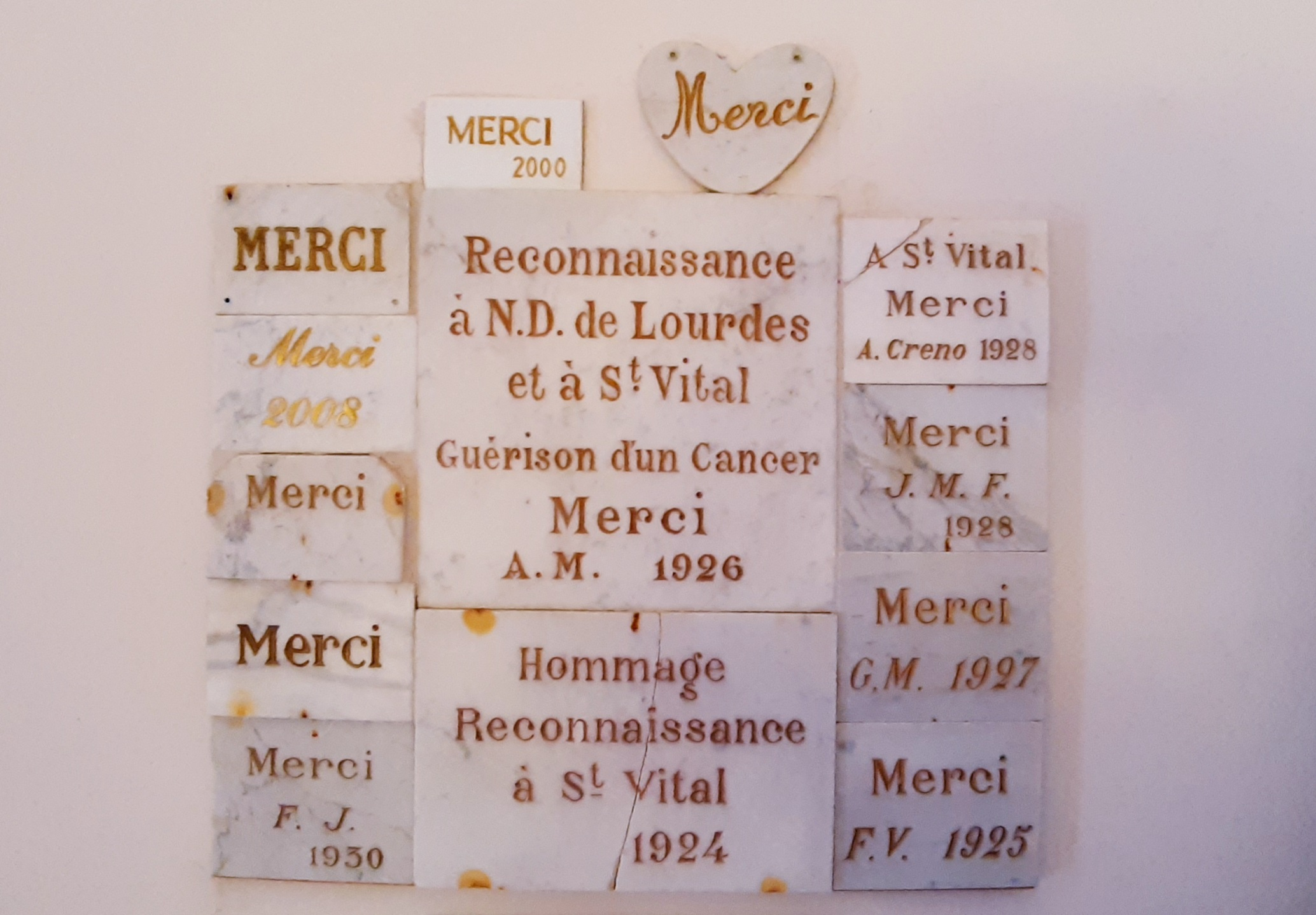
Ex-votos.

La croix de chemin et la fontaine

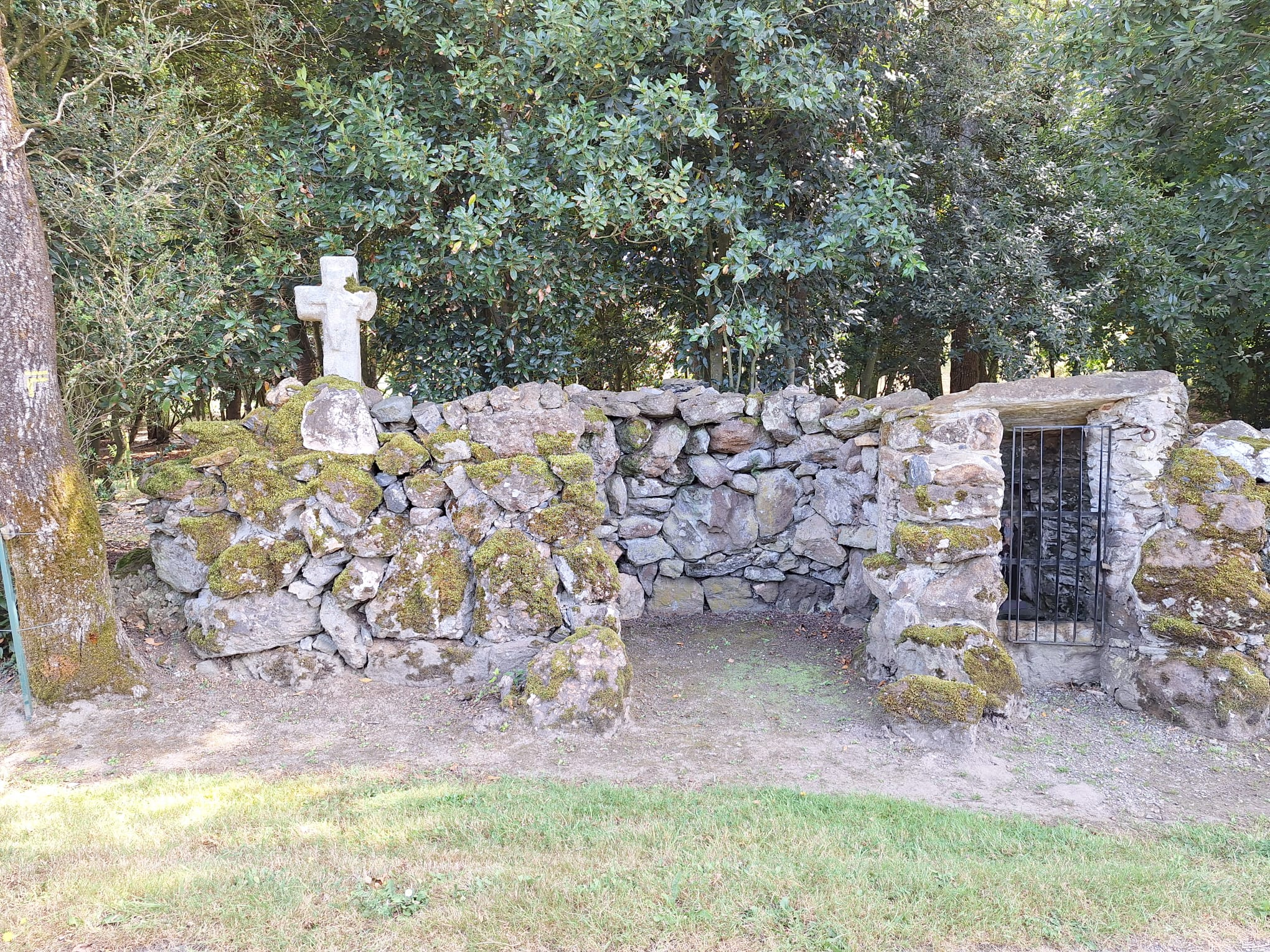
Croix de chemin et la fontaine.
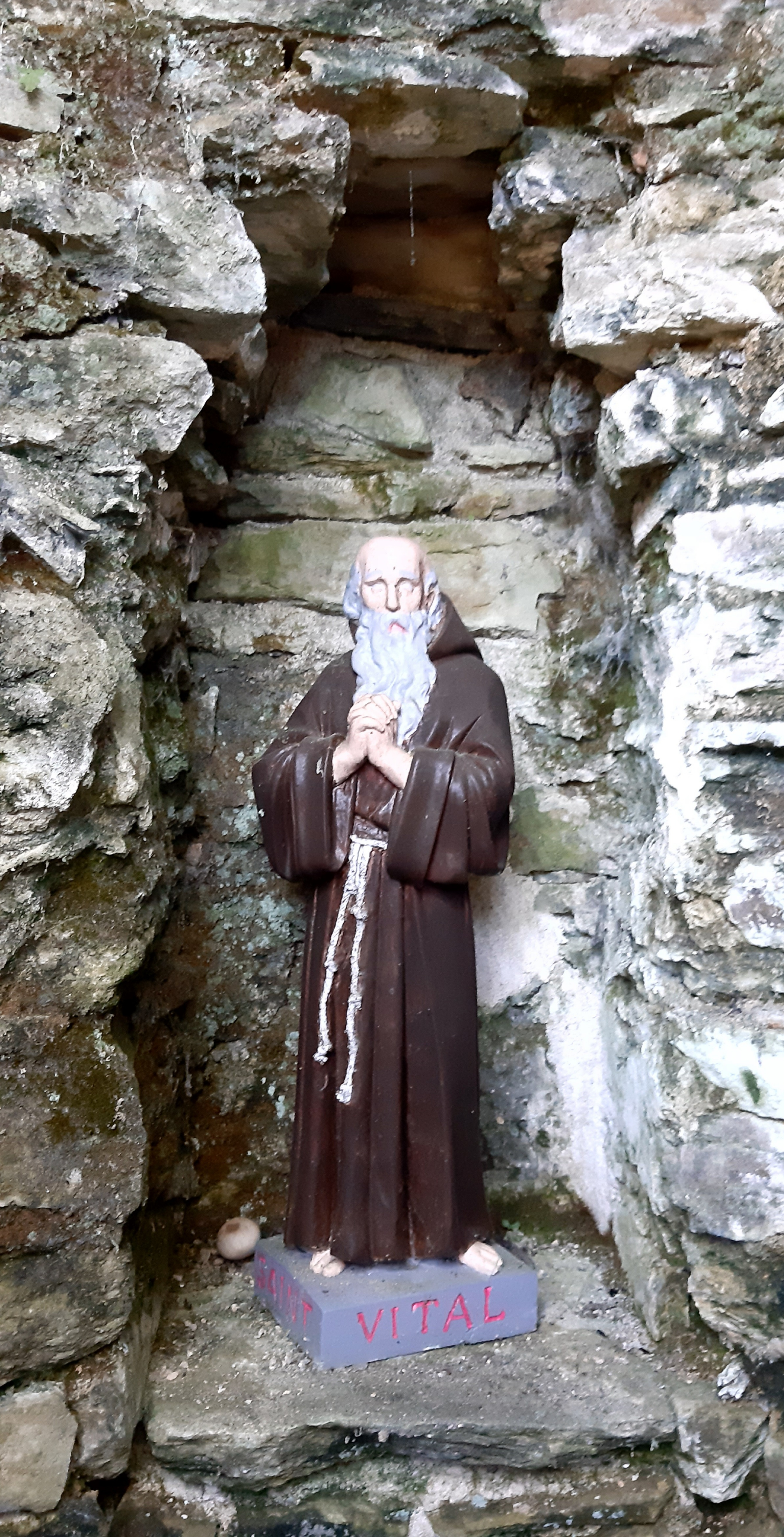
Saint Vital protégeant la fontaine.
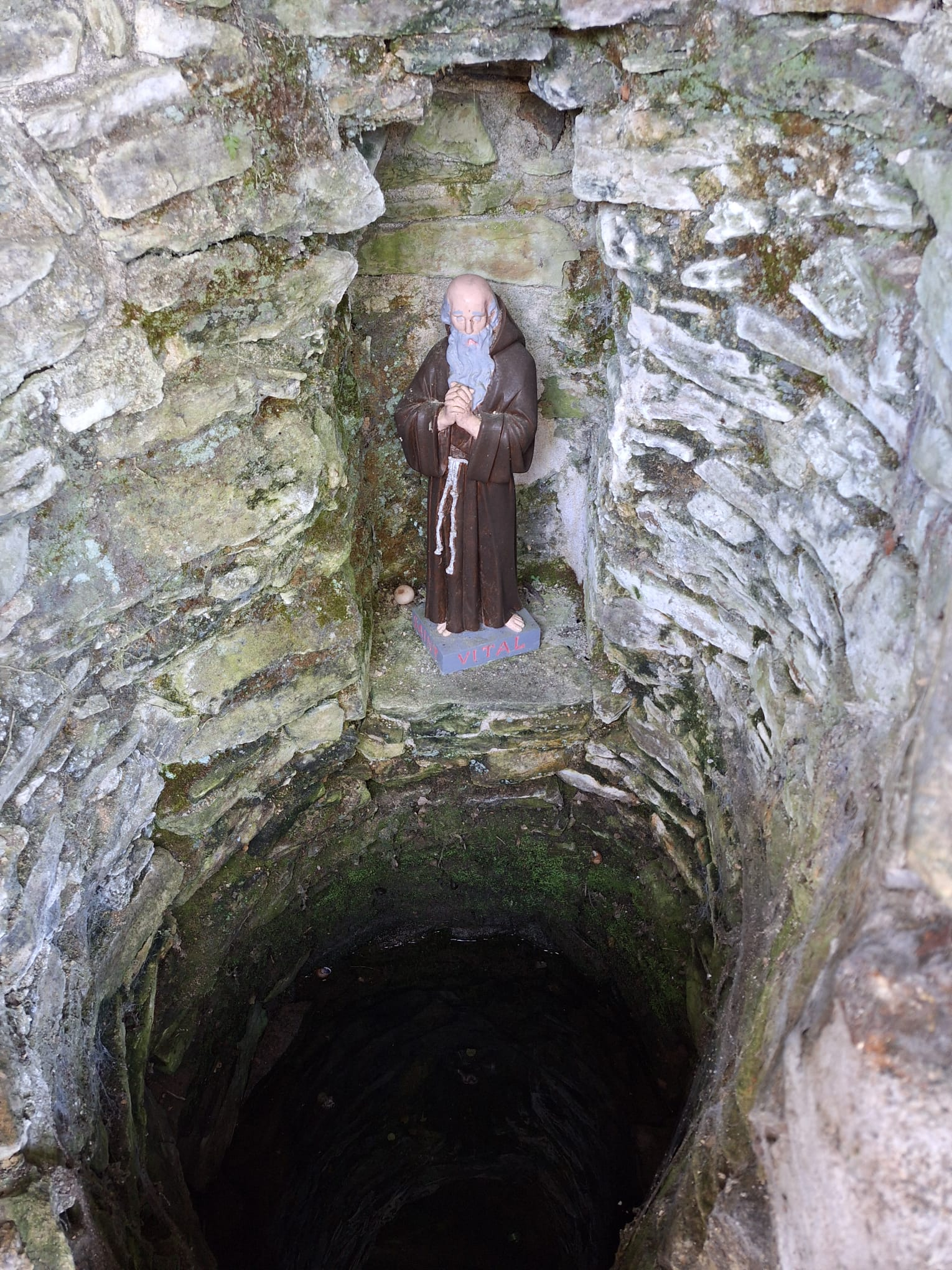
Statue et fontaine maçonnée.